# Тайпи
«Та́йпи, или Бе́глый взгляд на полинези́йскую жизнь» (англ. Typee: A Peep at Polynesian Life) — первая книга американского писателя Германа Мелвилла, опубликованная в 1846 году и частично основанная на личном опыте автора, полученном на острове Нуку-Хива в 1842 году. Название романа происходит от названия островной долины — Тай Пи (фр. Tai Pi Vai). Роман оказался наиболее популярным при жизни Мелвилла, для читателей и критиков XIX века карьера писателя, казалось, пошла на убыль после этого произведения. После «переоткрытия» Мелвилла в XX веке стало ясно, что «Тайпи» содержал в себе все характерные признаки зрелого творчества писателя.
В 1958 году по мотивам романа был поставлен фильм «Заколдованный остров».

## Сюжет
Роман включает тридцать четыре главы, обозначенных римской нумерацией. Отдельной главой-эпилогом следует «История Тоби».
Летом 1842 года американское китобойное судно «Долли» бросает якорь у острова Нуку-Хива, проведя в море шесть месяцев. Один из матросов (перед туземцами он именовал себя Том), не перенеся капитанского самодурства и жестокости, решил дезертировать. Поскольку он связан письменным соглашением, просто спрятаться на берегу невозможно: по закону матрос-дезертир считается беглым каторжником, поэтому вслед ему устроят погоню. Том рассчитывает, что уйдёт подальше, а затем сумеет наняться на французское или любое другое судно, посещающее эти воды. Туземцы поведали герою, что за мирными племенами побережий таится долина, населённая грозными людоедами тайпи (само это название означает «любитель человеческого мяса»), во владениях которых не рискнули высаживаться французские колонизаторы, а также ходят слухи, что тайпи вырезали всю команду английского корабля. Том решился спрятаться в горах, где сможет добывать себе пищу и видеть горизонт, а в спутники наметил молодого матроса Тоби, который тоже хотел расстаться с китобойной командой.

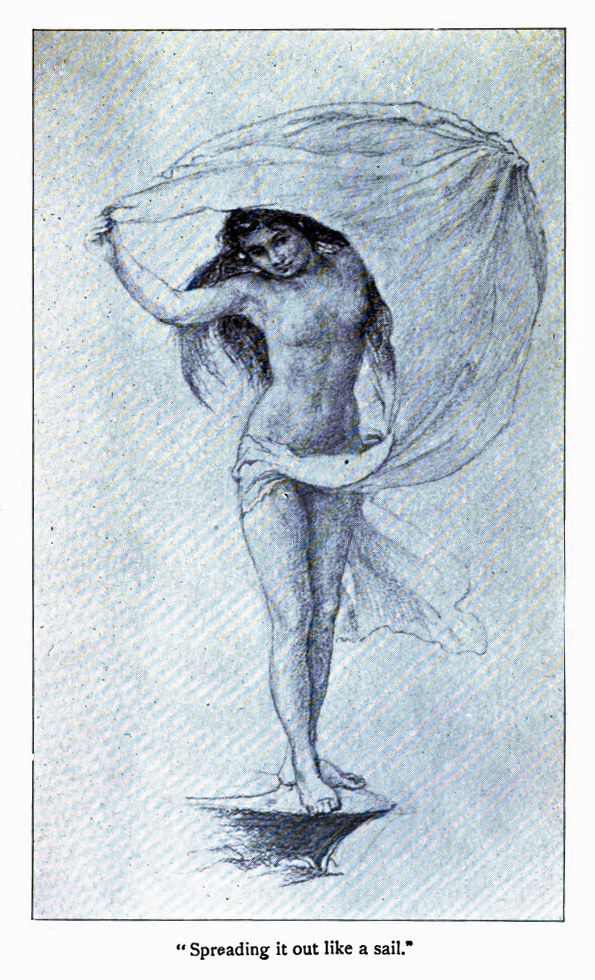
Красавица Файавэй («…она встала во весь рост на носу челнока, растянув покрывало, словно парус, на высоко вытянутых руках»). Иллюстрация Аугустуса Шюте 1892 года

Сойдя на берег в увольнительную, Том и Тоби воспользовались ливнем и бежали, к началу ночи добравшись до возвышенности в центре острова. Однако здесь нечего есть, и, питаясь скудным запасом сухарей, американцы начинают поиск пригодного для жизни убежища. У Тома начинается лихорадка и воспаление на ноге, он больше не может передвигаться, поэтому беглецы решаются выйти к нукухивцам. Туземцы во встреченной деревне вполне дружелюбны, особенно когда Том подносит подарок — взятые с корабля кусок ситца и пачку табака. Впрочем, довольно скоро оказывается, что белые оказались у племени тайпи, и Тому трудно избавиться от подозрения, что за внешней любезностью островитяне таят кровожадные замыслы. Белых поселили в доме знаменитого воина Мархейо, в услужение к Тому назначен молодой туземец Кори-Кори, его не обходит вниманием первая красавица Файавэй, а местный знахарь пытается, правда безуспешно, вылечить ему ногу. Беспокоясь за жизнь, Том просит Тоби попытаться пробраться до бухты и вернуться к нему с лекарствами; впрочем на Тоби быстро напали жители побережья и его вернули во владения тайпи почти бездыханным. Когда он очнулся, его пустили на меновой торг с жителями побережья, откуда он не вернулся. Том продолжает мучиться сомнениями, ибо ему неясно: то ли друг по несчастью его бросил, то ли туземцы разделались со злосчастным Тоби. Лишь много лет спустя, уже вернувшись в Америку, главный герой встретил Тоби и узнал, что его обманом удержал капитан, которому требовались матросы.
Осташись у тайпи, Том впадает в апатию, но постепенно возвращает интерес к окружающему. Наблюдая за туземцами, он убеждается, что «кровожадными дикарями» являются как раз так называемые «цивилизованные люди» с их дьявольским искусством в изобретении орудий убийства. Том стал своим и ему предлагают нанести на лицо татуировку — символ принадлежности к племени, и ему стоит больших трудов отказаться. Когда ему вздумалось прокатить по озеру прекрасную Файавэй, маркизцы придумали, как обойти табу, запрещающее женщине ступать на дно лодки. Депрессия возвращается к Тому, когда он узнаёт, что его гостеприимные хозяева всё-таки практикуют каннибализм — он нашёл коллекцию голов в доме воина Мархейо, и одна принадлежит белому человеку. После стычки с соседским племенем воины тайпи поедают на пиру тела поверженных врагов.
Через несколько месяцев в деревне появляется необычный туземец Марну: табу, наложенное на него, позволяет ему передвигаться по долинам всех племён, и он даже немного говорит по-английски. Марну явно намекает, что Том будет съеден — тайпи дожидаются его выздоровления, чтобы убить в бою, по всем правилам. Том пытается бежать, несмотря на больную ногу, но стражи-тайпи бдительны, и исчезнуть американцу не удаётся. Когда на побережье заметили европейские шлюпки, Том упрашивает своих стражей отпустить его на берег, вызвав раскол в деревне: успевшие сродниться и полюбить американца тайпи согласны с ним, а жрец и некоторые воины против. В конце-концов его отпускают под конвоем воинов, а далее Мархейо помогает ускользнуть Тому и сесть в шлюпку: хитроумный гаваец Каракои (странствующий по всем островам) рассказал капитану австралийского корабля, что тайпи держат в плену матроса-американца и брался его выкупить. В конце истории Том восходит на борт, к нему хорошо относятся, но прошло ещё три месяца, прежде чем он оправился от пережитых испытаний.

## Литературные особенности
Уже первое издание «Тайпи» породило дискуссии о достоверности сведений, приводимых в романе Мелвилла. Биография Ч. Андерсона «Мелвилл в Южных морях» (1939) стала первым исследованием, окончательно подтвердившим факт существенного преувеличения автором масштабов собственных приключений в Южных морях. Благодаря Ч. Андерсону, роман перестал восприниматься как автобиографическое свидетельство и мог быть включён в общий контекст творчества писателя. Как отмечала Шэрон Толли (Техасский университет), структура книги сложна, при сохранении линейного повествования, она распадается на ряд завершённых эпизодов. Не являясь ни приключенческим романом, ни бессистемным собранием репортажей, «Тайпи» должен истолковываться как символическое повествование. В этой книге впервые проявилась озабоченность Мелвилла вопросами природы и общества, добра и зла, невинности и опыта. При этом грань, разделяющая Мелвилла и его повествователя от первого лица Тома, ещё не сильно выражена, а автор ещё заботился о благопристойности и восприятии пуритански настроенной публикой, особенно в вопросе христианизации островитян. Однако четырёхнедельное пребывание на Маркизских островах самого Мелвилла превратилось в четыре месяца.
«Тайпи» ещё демонстрирует поиски Мелвиллом собственного стиля и обретение им писательского мастерства. Хотя образ Тома выписан с максимальным количеством подробностей, но он так и не достигает статуса полноценного протагониста. Спутник Тома Тоби служит только двойником рассказчика, и сцены с ним служат своего рода контрапунктом для повествователя. Так как Тоби однозначно негативно настроен к тайпи, он соответствует ценностям западной цивилизации, тогда как идентичность самого Тома подвергается эрозии. Впрочем, он так и не отказался от собственной картины мира, личностных и культурных предубеждений. «Король» тайпи по имени Мехеви выписан в соответствии со сложившимся каноном благородного дикаря. Ту же линию продолжает прекрасная туземная дева Файавэй, олицетворяющая невинность и чистоту мира, незапятнанного греховностью. Эти образы ключевые для понимания «Тайпи» как символического произведения, в котором европейские корабли и белые люди предстают как аллегории упадочного западного общества, а маркизцы — истинного, невинного мира, Эдема до грехопадения. В восприятии Тома грехопадение совершится благодаря христианским миссионерам. Том при этом предстаёт как своего рода «Адам», а Файавэй — как «Ева». Однако Мелвилл не удовольствовался рядом простых противопоставлений и последовательно вносит двусмысленности в свой роман. Травмированная нога Тома делает его бессильным как перед тайпи, так и перед собственными страхами о своей судьбе в стране людоедов. Райский сад Нуку-Хивы имеет тёмную оборотную сторону в виде религиозных ритуалов, которые одновременно притягивают и отталкивают Тома. Хотя каннибализм описывается в романе как реальное явление, чаще он выступает как метафора целого ряда угроз, которые, как опасается Том, способны поглотить его внутреннюю самость. Внешним выражением этой угрозы является татуировка, которая способна вывести Тома за пределы благопристойности западного общества. Татуировка кажется ему уродством, и Том больше боится не факта, что тайпи могут поглотить его тело во время пиршества, но то, что татуированным он никогда не сможет вернуться в породившее его общество. Не в силах собственными силами одолеть сомнения, Том бежит от тайпи, стремясь в ту культуру, от которой так решительно отказывался в начале повествования.
Базовым мотивом романа выступает антиколониализм, однако не в меньшей степени Мелвилл обращался к романтическим мотивам благородного дикаря (сочетающего простую, но счастливую жизнь, телесную красоту и внутреннюю чистоту), нуждающегося в обороне от цивилизации. Впрочем, культура тайпи мало интересовала Мелвилла сама по себе, так как это не более чем символ «не-капитализма, не-цивилизации, не-Америки». Тайпи в описаниях Мелвилла живут в бесконечном «здесь и сейчас», у них нет прошлого, нет предыстории у их верований, ритуалов и образе жизни. Существенную роль в «Тайпи» играет и популярный в литературе XIX века мотив мужской дружбы, которая неотделима от практического познания самых далёких уголков обитаемого мира.

## Издания
- Melville H. Typee: A Peep at Polynesian Life // The Writings of Herman Melville. The Northwestern-Newherry Edition. — Evanston and Chicago : Northwestern University Press and Newberry Library, 1968. — Vol. one. — xiv, 374 p.
- Мелвилл Г. Тайпи / Пер. с англ. и обработка Л. Г. Шпет. — М. : Географгиз, 1958. — 125 с. — (Путешествия. Приключения. Фантастика). — 150 000 экз.
- Мелвилл Г. Тайпи : Повести / Перевели с англ. И. Бернштейн, И. Гурова; Авт. послесл. Е. Нечепорук; Худож. Ю. А. Кищенко. — Симферополь : Таврия, 1990. — 335,[1] с. — (Морская библиотека. Кн. 64). — 250 000 экз. — ISBN 5-7780-0200-9.